# Yacob Jarso
Yacob Jarso Kintra, né le 5 février 1988, est un athlète éthiopien, spécialiste du steeple.
Il termine 4e des Jeux de Pékin (8 min 13 s 47, record national) et 5e des Championnats du monde à Berlin avec son record personnel de 8 min 12 s 13 (PB). Il fait partie de la police pénitentiaire éthiopienne.

## Palmarès
| Date | Compétition       | Résultat | Épreuve  | Temps          |
| ---- | ----------------- | -------- | -------- | -------------- |
| 2014 | Marathon de Séoul | 1er      | Marathon | 2 h 6 min 17 s |